# Gordon Dahlquist
Gordon Dahlquist (Seattle, 1961) è uno sceneggiatore e scrittore statunitense.
Dal 1988 vive a New York, dove si è laureato alla Columbia University's School of the Arts. È membro del New York Theatre Workshop Usual Suspect, ha scritto sceneggiature per il cinema è il teatro.
Nel 2006 pubblica il suo primo libro The Glass Books of the Dream Eaters (candidato al Premio Locus per la miglior opera prima nel 2007), che in Italia viene pubblicato nel maggio 2008 dalla casa editrice Bompiani con il titolo La setta dei libri blu.
Il 1º maggio del 2008 in Gran Bretagna viene pubblicato il seguito del suo primo romanzo The Dark Volume, pubblicato in Italia nel 2011 con il titolo "Il libro oscuro", sempre per Bompiani; vive a New York.

## Opere
- The Glass Books of the Dream Eaters nel 2006
- The Dark Volume nel 2008

### In Italia
- La setta dei libri blu (The Glass Books of the Dream Eaters) nel 2008

Da dicembre è disponibile in Italia "Il libro oscuro" il secondo volume della saga della setta dei libri blu.